# Ганус, Юрий Александрович
Ю́рий Алекса́ндрович Га́нус (род. 5 марта 1964, Токмак, Запорожская область) — российский специалист в области управления, генеральный директор Российского антидопингового агентства (РУСАДА) (с 31 августа 2017 года по 28 августа 2020 года).

## Биография
Юрий Ганус родился 5 марта 1964 года в городе Токмак Запорожской области УССР.
Имеет несколько высших образований, окончил:
- Ленинградское высшее инженерное морское училище им. адмирала С. О. Макарова,
- Санкт-Петербургский государственный университет,
- Международный банковский институт,
- Санкт-Петербургский юридический институт Генеральной прокуратуры Российской Федерации,
- Институт подготовки профессиональных корпоративных директоров.

Является преподавателем кафедры «Менеджмент» МГТУ им. Баумана.
С 2014 года является членом совета директоров АО «Производственное объединение «СЕВМАШ».
Занимал должности: председатель совета директоров АО «Северо-западный промышленный железнодорожный транспорт» с 2013 года. Член совета директоров АО «Научный центр по изучению поверхности и вакуума» и ряда других промышленных предприятий. Генеральный директор «Северо-западной морской компании». Директор представительства Viessmann Werke AG (Германия) в России, Украине, Белоруссии, Молдавии и странах Прибалтики, советник центральной дирекции в Германии. Директор ENSTO BT Heating (Финляндия) в России. Антикризисный управляющий ЗАО «Ленстанкомаш», Зам. генерального директора по развитию ЗАО «Мицар», группы компаний «Росмарк», советник генерального директора по кораблестроению группы компаний «МеталлРесурс», управляющий партнёр/генеральный директор «ТУМОРРОУ БИЗНЕС ЛАБОРАТОРИУМ», директор Программы «Корпоративное управление» и директор Программы «Развитие бизнеса» — Бизнес-школа AMI — Advanced Management Institute (AMI).

### Глава РУСАДА
31 августа 2017 года утверждён генеральным директором Российского антидопингового агентства (РУСАДА). Возглавил организацию  после допингового скандала и обвинений со стороны комиссии WADA в адрес московской антидопинговой лаборатории РУСАДА. За время руководства Ганусом агентством, 20 сентября 2018 года решением исполкома WADA РУСАДА была восстановлена в правах, а 22 января 2019 года на заседании исполкома WADA было принято решение поддержать соответствие РУСАДА кодексу WADA. Российские спортсмены смогли вновь без ограничений выступать на международных турнирах, а Россия будет беспрепятственно участвовать в международных спортивных федерациях и принимать международные турниры.
27 декабря 2018 года выступил с публичным обращением к президенту России Владимиру Путину, в котором призвал провести кардинальные перемены в системе управления российским спортом.
В феврале 2019 года выступил с речью о неправильном восприятии людьми разговоров о допинге. Было отмечено, что менять нужно не с косметической стороны, а изнутри, меняя всю систему.
В октябре 2019 года заявил о тысячах несанкционированных изменений, которые были внесены в базу данных Московской антидопинговой лаборатории, до передачи последней экспертам WADA. По мнению Гануса, данные Московской лаборатории были подделаны для того, чтобы защитить репутацию известных российских спортсменов, которые работают в органах власти или являются спортивными чиновниками. Он отметил, что возможностью изменить данные Московской лаборатории могли обладать только лица, близкие к российским властям, однако от этих действий могут пострадать нынешние и будущие поколения российских спортсменов.
В ноябре 2019 года дал интервью ряду изданий, в котором изложил суть своих разногласий с руководством российского спорта.
28 августа 2020 года решением общего собрания учредителей РУСАДА Юрий Ганус был уволен с поста генерального директора.

## Награды и премии
- Победитель конкурса «Корпоративный директор 2016»
- Диплом номинанта конкурса «Лучший корпоративный директор АО с государственным участием — 2014» (2015)

### Комментарии
1. ↑  В сентябре 2019 года Всемирное антидопинговое агентство (ВАДА) инициировало процедуру лишения статуса РУСАДА на основании подозрений в манипулировании данными московской антидопинговой лаборатории, направленными в ВАДА в начале 2019 года. Это может повлиять на решение МОК о допуске России к Олимпиаде-2020 в Японии[7]
2. ↑  По решению WADA от 9 декабря 2019 года российская команда не будет допущена к участию в Олимпиаде-2020 в Токио. Отдельные спортсмены, доказавшие свою непричастность к российскому допинговому скандалу, смогут участвовать под нейтральным флагом[8].
3. ↑  25.11.2019 Комитет по соответствию Всемирного антидопингового агентства (ВАДА) рекомендовал исполкому этой организации отстранить Россию на четыре года от участия в международных соревнованиях[11]. Рекомендации основаны на данных проверки, вскрывшей манипуляции с данными Московской антидопинговой лаборатории[12].

### Сноски
1. ↑  Юрий Ганус утвержден на посту гендиректора РУСАДА. Дата обращения: 12 января 2019. Архивировано 12 января 2019 года.
2. ↑  Кафедра ИБМ4 «Менеджмент» МГТУ им. Н.Э. Баумана. Дата обращения: 25 октября 2019. Архивировано 25 октября 2019 года.
3. ↑  WADA Executive Committee decides to reinstate RUSADA subject to strict conditions. Дата обращения: 23 января 2019. Архивировано 9 февраля 2021 года.
4. ↑  ВАДА поддержало соответствие РУСАДА Всемирному антидопинговому агентству. Interfax.ru (22 января 2019). Дата обращения: 22 января 2019. Архивировано 3 февраля 2019 года.
5. ↑  Обращение Генерального директора РУСАДА Ю.А. Гануса к Президенту Российской Федерации В.В. Путину. Дата обращения: 25 ноября 2019. Архивировано 15 февраля 2020 года.
6. ↑  Глава РУСАДА призвал не политизировать борьбу с допингом. NEWSru.com (11 февраля 2019). Дата обращения: 12 февраля 2019. Архивировано 12 февраля 2019 года.
7. ↑  ВАДА ставит вопрос о лишении статуса РУСАДА. Пустят ли Россию на Олимпиаду? Архивная копия от 30 сентября 2019 на Wayback Machine, BBC, 29.09.2019
8. ↑  Russia banned for four years to include 2020 Olympics and 2022 World Cup Архивная копия от 11 декабря 2019 на Wayback Machine, BBC, 9.12.2019
9. ↑  Глава РУСАДА заявил о тысячах изменений в пробах из базы данных Московской лаборатории. Interfax.ru (15 октября 2019). Дата обращения: 15 октября 2019. Архивировано 20 декабря 2019 года.
10. ↑  Глава РУСАДА признал подмену данных московской лаборатории Архивная копия от 16 октября 2019 на Wayback Machine, РБК, 15 октября 2019 года.
11. ↑  Комитет ВАДА рекомендовал отстранить Россию на четыре года Архивная копия от 26 ноября 2019 на Wayback Machine, BBC, 26.11.2029
12. ↑  Дайджест: Россия может на четыре года вылететь из международного спорта Архивная копия от 13 мая 2022 на Wayback Machine, BBC, 26.11.2029
13. ↑  «Дна мы еще не достигли». Глава РУСАДА о допинге и Кремле Архивная копия от 25 ноября 2019 на Wayback Machine — интервью Русской службе ББС, 25.11.2019
14. ↑  «Наши руководители спорта дают сигнал: трэшуйте, жрите допинг, мы прикроем». Большое интервью Юрия Гануса, главы РУСАДА Архивная копия от 9 декабря 2019 на Wayback Machine, sports.ru, 19 ноября 2019 года
15. ↑  >Юрий Ганус. Интервью Архивная копия от 22 декабря 2019 на Wayback Machine, Эхо Москвы, 26 ноября 2019 года
16. ↑  Гендиректор РУСАДА Ганус уволен. Дата обращения: 28 августа 2020. Архивировано 29 августа 2020 года.